# Liliána Szilágyi
Liliána Szilágyi (ur. 19 listopada 1996 w Budapeszcie) – węgierska pływaczka specjalizująca się w stylu motylkowym, wicemistrzyni Europy.

## Kariera
Mając 16 lat, w 2012 roku reprezentowała Węgry na igrzyskach olimpijskich w Londynie. Na dystansie 100 m stylem motylkowym uzyskała czas 1:00,34 min i zajęła 34. miejsce.
Trzy lata później, podczas mistrzostw świata w Kazaniu w konkurencji 200 m stylem motylkowym uplasowała się na siódmej pozycji (2:07,76 min).
W maju 2016 roku na mistrzostwach Europy w Londynie zdobyła srebrny medal na 200 m stylem motylkowym, uzyskawszy czas 2:07,24 min.
W sierpniu tego samego roku podczas igrzysk olimpijskich w Rio de Janeiro w konkurencji 200 m stylem motylkowym była dziesiąta (2:07,34 min). Na dystansie dwukrotnie krótszym zajęła 12. miejsce z czasem 58,31 s.
Na mistrzostwach świata w Budapeszcie w 2017 roku uplasowała się na siódmej pozycji na 200 m stylem motylkowym (2:07,58 min). W półfinale 100 m stylem motylkowym uzyskała czas 57,75 s i została sklasyfikowana na dziewiątym miejscu.